# Телемаку Борба
 Тази статия е за града в Бразилия.  За микрорегиона вижте Телемаку Борба (микрорегион).  
Телемаку Борба е град в Южна Бразилия в щата Парана. Населението му е 75 807 жители (2015 г.). Съоставна част от мезорегиона Парански източен център. Влиза в икономико-статистическия микрорегион Телемаку Борба. Заема площ от 1225,676 km². Плътност на населението – 52,4 души/km².
Празник на града – 21 март.

## История
Градът е основан през 1963 г.

## Статистика
- БВП през 2003 г. е 682 537 915,00 реала (данни: Бразилски институт по география и статистика).
- БВП на глава от населението през 2003 г. е 10 862,04 реала (данни: Бразилски институт по география и статистика).

## География
Климат: субтропичен. В съответствие с климатичната класификация на Кьопен, климатът е от категория Cfb.